# Ochodaeus pollicaris
Ochodaeus pollicaris is een keversoort uit de familie Ochodaeidae. De wetenschappelijke naam van de soort is voor het eerst geldig gepubliceerd in 1887 door Bates.